# Fuelin' Around
Fuelin' Around (br.: Três estonteados) é um filme estadunidense curta-metragem de 1949 do gênero Comédia, dirigido por Edward Bernds. É o 116º de uma série de 190 filmes com os Três Patetas, produzida entre 1934 e 1959 pela Columbia Pictures. Os cenários que simulam um país estrangeiro são de The Loves of Carmen.

## Enredo
Os Três Patetas são trabalhadores que estão a colocar um carpete no escritório do Professor Sneed (chamado de Professor Pardal pela dublagem brasileira, interpretado por Emil Sitka) e sua filha (Christine McIntyre). O professor criou uma fórmula de combustível para foguetes e os espiões do Estado de Anemia (uma paródia de países totalitários da Europa Central) tentam raptá-lo para usarem esse segredo como arma militar. Mas confundem a cabeleira do professor com a de Larry e quem eles acabam por raptar são os Três Patetas. Em Anemia, o trio resolve não contar sobre a confusão ao seu raptor, o capitão Rork (Philip Van Zandt), para que esse não volte e pegue o  verdadeiro professor. E começam a criar uma fórmula falsa. Mas as coisas se complicam quando o governador de Anemia descobre a farsa e desmascara os Patetas, trazendo o professor e sua filha e enviando todos para a prisão. Os cativos conseguem escapar quando um guarda tímido (Jock Mahoney) é enganado pela filha do professor e os Patetas usam no carro da fuga o "combustível" que criaram que se mostra bastante potente.